# Clarkson, New York
Clarkson är en kommun i Monroe County i delstaten New York, USA.